# Stefan Dressler
Stefan Dressler (* 14. Dezember 1980 in Regensburg) ist ein deutscher Autor und Songtexter.

## Leben
Stefan Dressler wuchs in Thalmassing bei Regensburg auf. Nach dem Besuch des Gymnasiums Neutraubling studierte er ab 2011 zunächst für zwei Semester Betriebswirtschaftslehre, bevor er zu den Fächern Germanistik und Anglistik wechselte. Er war Absolvent des ersten Jahrgangs der Schreibwerkstatt der Universität Regensburg bei Jürgen Daiber. Nebenbei arbeitete er u. a. als Straßenschauspieler und Übersetzer. Er lebt heute mit seiner Familie in Dießen am Ammersee und ist in der Erwachsenenbildung tätig. Bereits während des Studiums veröffentlichte Dressler Gedichte und kürzere Prosatexte in Zeitschriften und Anthologien. Mit dem Pokerspieler und späteren Moderator Stephan M. Kalhamer verfasste er das Hörbuch All in! Die Pokerstory, das von Johannes Steck eingelesen wurde. Ab 2008 entstanden zahlreiche Songtexte im bairischen Dialekt, v.a für das Weltmusik-Ensemble Luftmentschn und später für die Gipsy-Pop-Band Django 3000. Auch FENZL und die deutschen Ska-Legenden The Busters veröffentlichten in den folgenden Jahren Dresslers Songtexte. 2019 erschien im Münchner Hirschkäfer Verlag die Novelle Das Fest der unschuldigen Kinder, die im selben Jahr von Stephan Zinner als Hörbuch eingelesen wurde. Dresslers zweites Buch, der Roman Die Nachgeherin, wurde 2021 durch eine „Verlagsprämie des Freistaats Bayern“ gefördert. Beide Werke greifen Inhalte und Atmosphäre klassischer Schauerromane auf und verbinden Motive aus der Volksmythologie mit teils postmodernen Erzähltechniken sowie dialektalen Stilelementen.

## Werke (Auswahl)
- „Wir erreichen das Ortsschild“ in Friz. Das Hochschulmagazin für Regensburg, 2005
- Die Synapsen kochen – Cocktailstories der Schreibwerkstatt Regensburg (Hrsg. Gregor Stanczek), Roderer 2006
- All in! Die Pokerstory. Animazing, 2005
- Das Fest der unschuldigen Kinder (Novelle, Hirschkäfer 2019, Hörbuch bei Südpolmusic 2019)
- Die Nachgeherin (Roman, Hirschkäfer 2022)